# Dopo l'infinito
Dopo l'infinito è il secondo album del gruppo neoprogressive toscano dei Nuova Era pubblicato nel 1989.

## Il disco
Registrato su 16 tracce analogiche nel 1989, è un concept album composto da due lunghe suite che trattano l'odissea di un astronauta disperso nello spazio. Il vinile originale è piuttosto raro. Ristampato di recente in CD.

## Tracce
1. Dopo l'Infinito - Nel nulla – 4:34
2. Dopo l'Infinito - Odissea – 2:49
3. Dopo l'Infinito - Tra le stelle – 1:45
4. Dopo l'Infinito - Dentro l'ignoto – 8:43
5. Dopo l'Infinito - Rassegnazione – 2:55
6. Pianeta trasparente - Ai margini dell'Olimpo – 5:18
7. Pianeta trasparente - Miraggio cosmico – 9:51
8. Pianeta trasparente - Scomparendo nell'addio – 7:44